# 1574
Відродження •  Реформація •  Доба великих географічних відкриттів •  Ганза •  Річ Посполита •  Нідерландська революція •  Релігійні війни у Франції

## Геополітична ситуація
Османську державу очолює Мурад III (до 1595). Імператором Священної Римської імперії є Максиміліан II Габсбург (до 1576). У Франції королює Генріх III Валуа (до 1589).
Апеннінський півострів за винятком Папської області та Венеціанської республіки належить Священній Римській імперії.
Королем Іспанії та правителем Нижніх земель є Філіп II Розсудливий (до 1598). У Португалії королює Себастьян I Бажаний (до 1578). Королевою Англії є Єлизавета I (до 1603). Король Данії та Норвегії — Фредерік II (до 1588). Король Швеції — Юхан III (до 1592). Королем Богемії є імператор Максиміліан II Габсбург (до 1575), королем Угорщини — Рудольф II (до 1608).
Королем Речі Посполитої, якій належать українські землі, є Генріх Валуа.
У Московії править Іван IV Грозний (до 1575). На заході євразійських степів існують Кримське ханство, Ногайська орда. Єгиптом володіють турки. Шахом Ірану є сефевід Тахмасп I.
У Китаї править династія Мін. Значними державами Індостану є Імперія Великих Моголів, Біджапурський султанат, Віджаянагара. У Японії розпочався період Адзуті-Момояма.
Триває підкорення Америки європейцями. На завойованих землях існують віцекоролівства Нова Іспанія та Нова Кастилія. Португальці освоюють Бразилію.

## Події

### В Україні
- 24 лютого Іван Федоров у Львові випустив нове видання: «Апостол».
- Козаки Івана Свирговського взяли участь у турецько-молдавській війні, зокрема в травні гетьман Свирговський, орудуючи козацькими і молдавськими військами, взяв Бухарест. Однак молдавсько-козацьке військо зазнало поразки, молдавського господаря Івана Воде Лютого страчено.
- Перша згадка про село Жеребки (нині Підволочиського району Тернопільської області)
- Перша згадка про село Поділля (нині Підволочиського району Тернопільської області)

### У світі
- Турецьким султаном став Мурад III.
- Господарем Молдови став Петро VI Кульгавий.
- Турки надовго захопили Туніс і поклали край династії Хафсидів.
- Франція:
  - Польський король Генріх Валуа став королем Франції після смерті Карла IX.
  - Почалася п'ята гугенотська війна.
- Нідерландська революція:
  - 14 квітня іспанці розбили повстанців поблизу Мока.
  - Восени морські гези (голодранці) зняли облогу іспанцями Лейдена.
- Царем Кахеті став Олександр II.
- Ода Нобунаґа завдав поразки ченцям Ікко-іккі.

## Народились
Докладніше: Народилися 1574 року

## Померли
Докладніше: Померли 1574 року
- Фока Покотило, кошовий отаман Запорозької Січі